# Linkenheim-Hochstetten
Linkenheim-Hochstetten este o comună din landul Baden-Württemberg, Germania.